# Salt (film)
Salt är en amerikansk spion-actionthrillerfilm film från 2010, regisserad av Phillip Noyce. Filmen hade biopremiär den 3 september 2010 i Sverige och släpptes på DVD och Blu-ray den 5 januari 2011 i Sverige. Filmen är tillåten från 15 år. På Oscarsgalan 2011 nominerades filmen för bästa ljud, men förlorade mot Christopher Nolans film Inception.

## Handling
CIA-officeren Evelyn Salt har svurit en ed om trofast tjänstgöring och att kämpa för sitt land. Hon är respekterad av alla, inklusive sin chef Ted Winter. Men plötsligt kommer en rysk avhoppande spion, Oleg Vasiljevitj Orlov, in på hennes kontor och erbjuder toppviktig information: Rysslands president skall lönnmördas under sitt kommande statsbesök till New York, där han skall besöka begravningen för den nyligen avlidne vicepresidenten av USA. Namnet på lönnmördaren är "Evelyn Salt".
När Salt anklagas för att vara en rysk spion och är oförmögen att kontakta honom tvingas hon fly för att rentvå sig själv och sitt namn och visa att hon är en sann patriot. Men Winter vägrar acceptera att hon är en spion eller dubbelagent, dock att hennes agerande börjar väcka tvivel. Vem är den här Evelyn Salt, och vad planerar hon att göra?

## Rollista (i urval)
- Angelina Jolie - Evelyn "Eve" A. Salt.
- Liev Schreiber - Theodore "Ted" Winter
- Chiwetel Ejiofor - Peabody
- Daniel Olbrychski - Oleg Vasiljevitj Orlov
- Andre Braugher - USA:s försvarsminister
- Gaius Charles - CIA-officer
- Olek Krupa - Rysslands president Boris Matvejev
- Corey Stoll - Sjnajder / överste Edvard Tomas
- Cassidy Hinkle - Salt som ung
- August Diehl - Michael "Mike" Krause
- Hunt Block - USA:s president Howard Lewis

## Produktionen
Filmen var egentligen tänkt för Tom Cruise som Edward A. Salt, men han hoppade av och manuset och namnet skrevs om för Angelina Jolie.